# In the Grace of Your Love
In the Grace of Your Love è il quarto e ultimo album in studio del gruppo dance-punk statunitense dei The Rapture, pubblicato nel 2011.

## Tracce
1. Sail Away
2. Miss You
3. Blue Bird
4. Come Back to Me
5. In the Grace of Your Love
6. Never Die Again
7. Roller Coaster
8. Children
9. Can You Find a Way?
10. How Deep Is Your Love?
11. It Takes Time to Be a Man

## Formazione
- Gabriel Andruzzi - basso, percussioni, piano, sassofono, sintetizzatore, effetti
- Luke Jenner - chitarra, piano, voce
- Vito Roccoforte - batteria, percussioni